# Marga Schiml
Marga Schiml, née le 29 novembre 1945 à Weiden in der Oberpfalz en Allemagne, est une mezzo-soprano et contralto allemande.
Marga Schiml s'est produite dans de nombreux opéras européens tels que l'opéra de Vienne, l'opéra de Berlin, l'opéra de Hambourg, La Scala ; elle a participé aux festivals de Salzbourg et de Bayreuth. Elle est professeur de chant.

## Carrière
Marga Schiml étudia le chant au Conservatoire de Munich avec une bourse d'études de la Deutsche Grammophon.
Elle débuta en 1970 dans le rôle de la Première Dame de La Flûte enchantée de Mozart au Festival de Salzbourg. En 1972, elle chanta Chérubin des Noces de Figaro sous la direction de Herbert von Karajan ; en 1984 et 1985, elle participa à des représentations scéniques de la Passion selon saint Matthieu de Bach.
Au Festival de Bayreuth, elle tint plusieurs rôles dans le Ring du centenaire mis en scène par Patrice Chéreau et dirigé par Pierre Boulez. En 1978, elle chanta d'abord l'une des trois filles du Rhin, Floßhilde, dans L'or du Rhin et le Crépuscule des dieux et, à partir de 1978, la walkyrie Siegrune dans La Walkyrie. Elle figure dans la captation du Ring du centenaire effectuée en 1980.
Elle chanta la Dorabella de Cosi fan tutte à La Scala sous la direction de Karl Böhm, Fricka dans L'Anneau du Nibelung au Teatro Regio de Turin en 1986, Annina du Chevalier à la Rose de Richard Strauss au Maggio Musicale Fiorentino de Florence en 1989.
Au concert, elle chanta de nombreuses œuvres telles que la Neuvième symphonie et la Missa solemnis de Beethoven, des oratorios de Bach, la Huitième symphonie de Mahler. Dans un concert avec des explications des interprètes (Gesprächskonzert), elle chanta une cantate de Bach et le Dies Irae de Johann Christian Bach au Vieil opéra de Francfort le 24 janvier 1988.
Marga Schiml a été professeur de chant à l'Université de musique de Karlsruhe à partir de 1987. Elle a pris sa retraite en 2011 mais continue de travailler avec de jeunes chanteurs. Parmi ses élèves, on compte Maria Radner. Elle a été promue chevalier dans l'Ordre du Mérite de la République fédérale d'Allemagne.